# Leah Jamieson
Leah H. Jamieson (Trenton, 27 de agosto de 1949) é uma engenheira estadunidense.